# Józef Biernacki (podpułkownik)
Józef Biernacki ps. „Szczęsny Poraj”  (ur. 11 kwietnia 1894 w Gnojnej, zm. 4 grudnia 1937 w Warszawie) – podpułkownik dyplomowany piechoty Wojska Polskiego.

## Życiorys
Józef Biernacki urodził się 11 kwietnia 1894 w Gnojnej, w powiecie błońskim, w rodzinie Stanisława Biernackiego herbu Poraj i Cecylii ze Szmideckich herbu Kowal. Był najmłodszym z siedmiorga rodzeństwa: Julia Cecylia, Stanisław Adam, Witold, Michał Zachariasz, Halina i Stefan Dąb-Biernacki, późniejszy generał dywizji Wojska Polskiego.
W czasie I wojny światowej pełnił służbę w Żandarmerii Polowej Legionów Polskich, w stopniu wachmistrza.
Od 16 czerwca do 30 listopada 1919 był słuchaczem I Kursu Wojennej Szkoły Sztabu Generalnego w Warszawie. Latem 1920 był kierownikiem Wydziału Bezpieczeństwa Sekcji I Organizacyjnej Sztabu Ministerstwa Spraw Wojskowych. 19 sierpnia 1920 został zatwierdzony z dniem 1 kwietnia 1920 w stopniu kapitana, w piechocie, w grupie oficerów byłych Legionów Polskich. Pełnił wówczas służbę w Oddziale I Sztabu Ministerstwa Spraw Wojskowych.
1 czerwca 1921 pełnił służbę w Oddziale I Sztabu Generalnego, a jego oddziałem macierzystym był wówczas Oddział V Sztabu Generalnego. 3 maja 1922 został zweryfikowany w stopniu kapitana ze starszeństwem z dniem 1 czerwca 1919 i 39. lokatą w korpusie oficerów piechoty. 8 czerwca 1922 został wcielony do 36 pułku piechoty Legii Akademickiej w Warszawie. 3 listopada 1922 został powołany do Wyższej Szkoły Wojennej w Warszawie, w charakterze słuchacza II Kursu Doszkolenia. 15 października 1923, po ukończeniu kursu i otrzymaniu dyplomu naukowego oficera sztabu generalnego, został przydzielony do Oddziału IV Sztabu Generalnego w Warszawie. 31 marca 1924 awansował na majora ze starszeństwem z dniem 1 lipca 1923 i 13. lokatą w korpusie oficerów piechoty. Z dniem 15 października 1924 został przydzielony do 30 pułku piechoty w Warszawie na stanowisko dowódcy I batalionu. W latach 1925–1928 pełnił służbę w Oddziale II Sztabu Generalnego pozostając oficerem nadetatowym 30 pp. 5 listopada 1928 otrzymał przeniesienie z Ekspozytury Nr II w Warszawie Oddziału II Sztabu Generalnego do dowództwa 17 Wielkopolskiej Dywizji Piechoty w Gnieźnie na stanowisko szefa sztabu. 23 grudnia 1929 został przeniesiony, bez prawa do należności za przeniesienie, do dowództwa 26 Dywizji Piechoty w Skierniewicach na stanowisko szefa sztabu. Z dniem 1 listopada 1930 został przeniesiony do 61 pułku piechoty w Bydgoszczy na stanowisko zastępcy dowódcy pułku. Na podpułkownika awansował ze starszeństwem z dniem 1 stycznia 1931. 23 marca 1932 został przeniesiony do Generalnego Inspektoratu Sił Zbrojnych na stanowisko I oficera sztabu generała do prac przy Generalnym Inspektorze Sił Zbrojnych, generała brygady Stanisława Kwaśniewskiego.
1 listopada 1935 został zwolniony z zajmowanego stanowiska, a 1 lutego 1936 zawieszony w czynnościach służbowych. Orzeczeniem L. 53/32 Sądu Honorowego dla Oficerów Sztabowych Ministerstwa Spraw Wojskowych z 16 maja 1936 został skazany na karę wykluczenia z korpusu oficerskiego. Od tego orzeczenia wniósł odwołanie do Sądu Honorowego dla Generałów. 6 czerwca 1936 generał brygady Janusz Gąsiorowski złożył oświadczenie o treści: „wiadomo mi, że miał kilka spraw w Sądzie Honorowym. Wyniku nie znam”.
Generalny Inspektor Sił Zbrojnych, marszałek Polski Edward Śmigły-Rydz na wniosek Komisji Odznaki Pamiątkowej odmówił mu prawa do Odznaki Pamiątkowej Generalnego Inspektora Sił Zbrojnych.
Popełnił samobójstwo. Został pochowany na Cmentarzu Wojskowym na Powązkach (kwatera 5A-6-24).

## Odznaczenia
- Krzyż Niepodległości (20 stycznia 1931)[21],
- Krzyż Walecznych (4-krotnie),
- Krzyż na Śląskiej Wstędze Waleczności i Zasługi,
- Medal Pamiątkowy za Wojnę 1918–1921 „Polska Swemu Obrońcy”,
- Medal Dziesięciolecia Odzyskanej Niepodległości.